# Ernest William Goodpasture
Ernest William Goodpasture, né le 17 octobre 1886 dans le comté de Montgomery dans le Tennessee et mort le 20 septembre 1960 à Nashville dans le même État, est un pathologiste, microbiologiste américain.

## Biographie
Ernest William Goodpasture naît le 17 octobre 1886 dans le comté de Montgomery dans le Tennessee.
Il étudie à l'université Vanderbilt, à Nashville, et à la Johns Hopkins School of Medicine, où il obtient son MD en 1912. Au début des années 1930, il propose d'étudier la possibilité de cultiver le virus de la variole aviaire, ou virus fowlpox, sur des œufs embryonnés. Il s'intéresse aux infections virales de l'homme et est parmi les premiers à utiliser l'embryon de poulet pour l'isolement et la propagation des virus.
Ernest William Goodpasture meurt le 20 septembre 1960 à Nashville.